# Верховный административный суд Саара

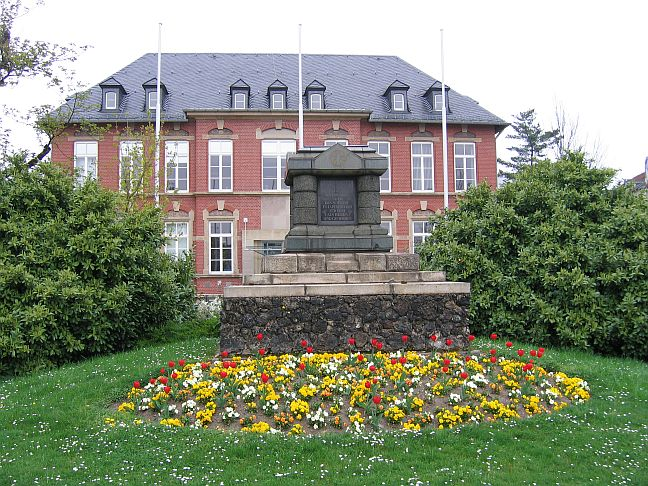
Высший административный суд в Зарлуи

Верховный административный суд Саара (нем. Oberverwaltungsgericht des Saarlandes) — высший административный суд (OVG) федеральной земли Саар, который формирует высшую административную юрисдикцию этой федеральной земли.

## Местонахождение и юрисдикция суда
Базируется в Зарлуи. Судебный округ — вся территория федеральной земли.

## Движение по инстанциям
Высший административный суд Саара подчиняется Федеральному административному суду. Подведомственным административным судом OVG является административный суд Саарланда, который также находится в Зарлуи в том же здании.

## Руководство
- С 1958 года: Пауль Люксембург (род. 28 июня 1900)
- С 19 декабря 1966 года: Филипп Марцен (род. 27 февраля 1909)
- С 1 июля 1986 года: Карл-Хайнц Фризе (род. 10 октября 1937)
- С 27 июня 2014 года: Михаэль Битц[1]